# Willie Jenkins
Willie Jenkins, né le 20 décembre 1981, à Flint, au Michigan, est un joueur américain de basket-ball. Il évolue au poste d'ailier.